# 광증발 효과
광증발 효과(光蒸發 效果, 영어: Photoevaporation)는 고에너지 복사선이 기체를 이온화하여 천체의 대기를 날려버리는 현상을 말하며, 주로 천문학에서 질량이 큰 별들이 자외선을 복사하여 분자운, 원시 행성계 원반, 행성의 대기권에 영향을 끼치는 것을 일컫는다.

## 분자운

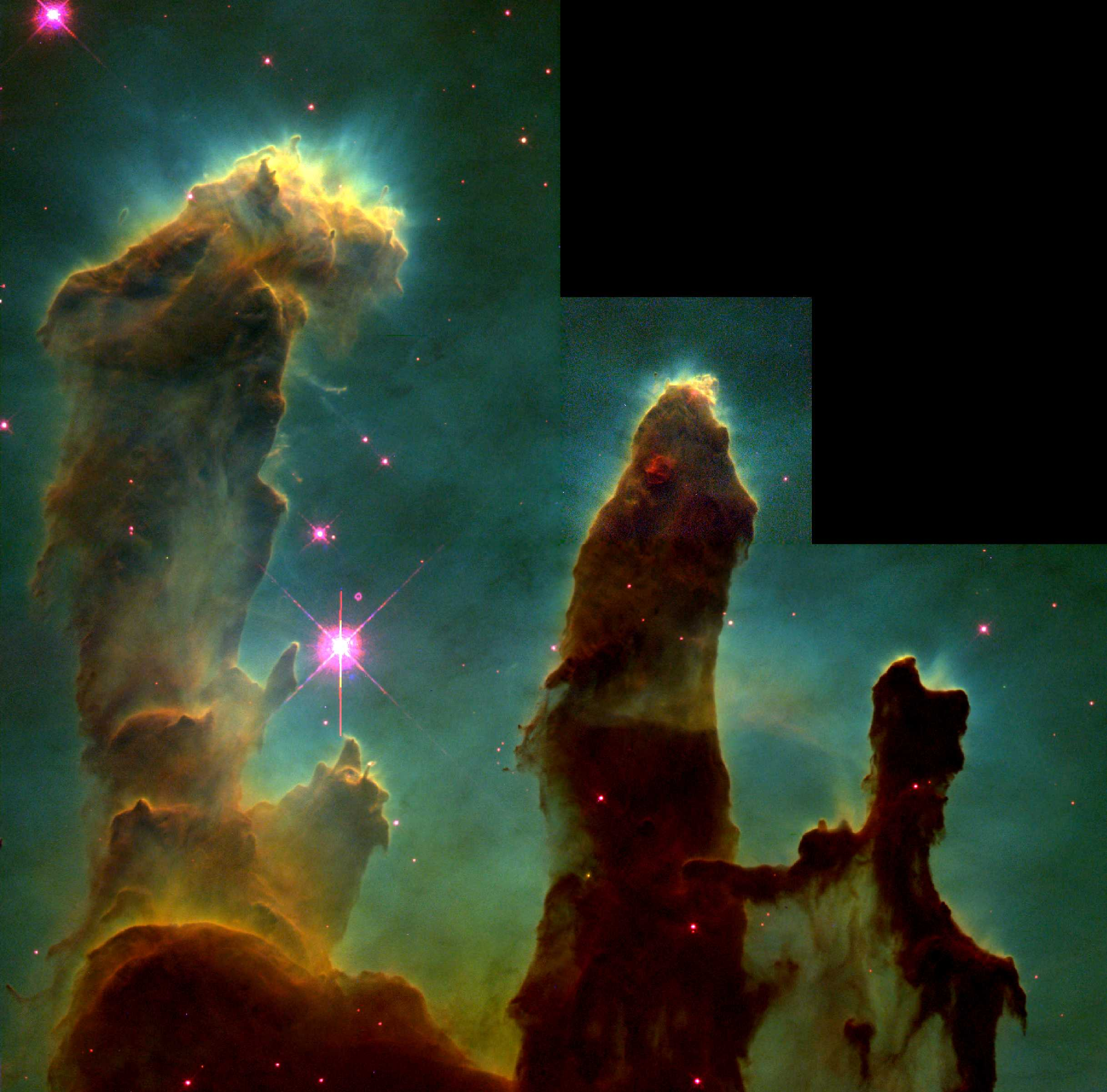
창조의 기둥이 광증발을 통해 "침식"되고 있는 모습.

밝은 별이 내부에서 형성되고 있는 분자운에서는 기체가 침식되는 듯한 모습이 관측되고, 이를 통해 광증발이 일어나고 있음을 알 수 있다.

## 행성 대기권
행성의 대기권은 고에너지 광자로 인해 분해될 수 있다. 광자가 대기 분자와 충돌하면 분자의 온도가 올라가 속도가 빨라지고, 탈출 속도에 도달하여 분자가 우주로 "증발"하게 된다. 분자의 질량수가 낮을수록 광자와 충돌했을 때 속도가 더 많이 증가하기 때문에, 광증발이 되기 가장 쉬운 기체는 수소라고 할 수 있다.

## 원시 행성계 원반

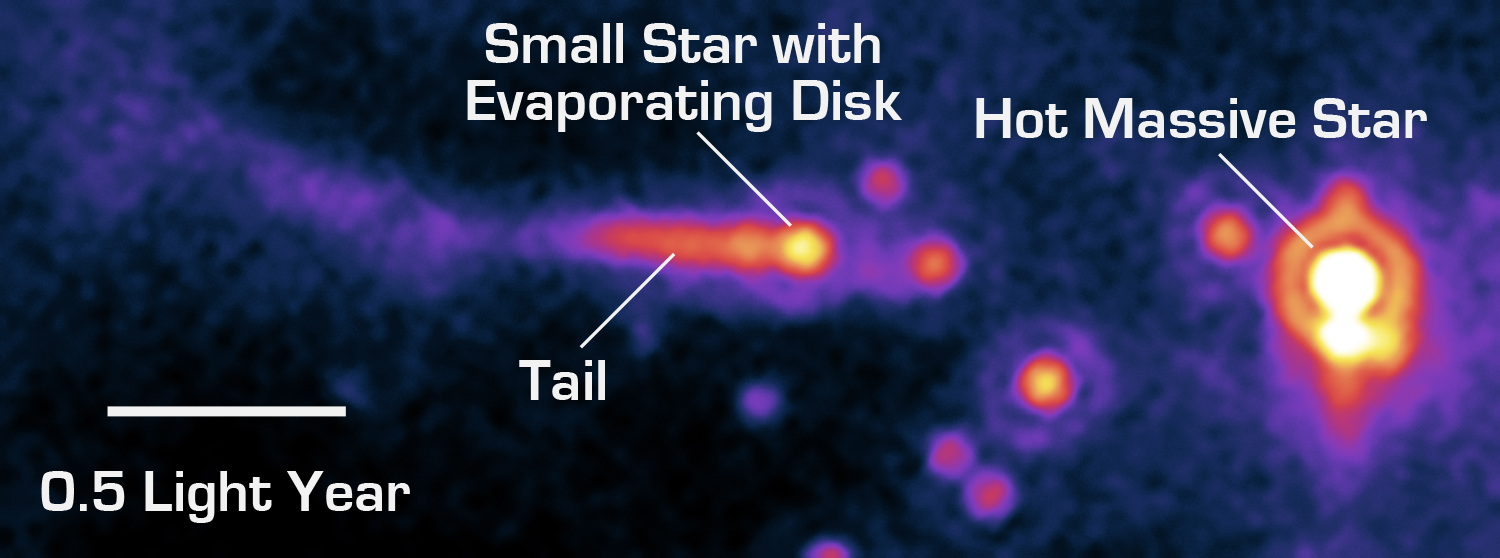
원시 행성계 원반 근처의 O형 별로 인해 원반에서 광증발이 일어나는 모습.

원시 행성계 원반은 항성풍과 전자기 복사로 인한 가열을 통해 흩어질 수 있으며, 근처에 O형이나 B형 별이 있거나 원시별이 핵융합을 시작했을 때처럼 전자기 복사가 강할 때에만 관측 가능하다.
원시 행성계 원반의 주요 구성 성분은 기체와 먼지이며, 기체는 수소와 헬륨 등 가벼운 원소로 이루어져 있어 광증발의 영향을 많이 받는다.
중심 별에서 방출되는 복사선은 원반에 있는 입자들을 가속시키며, 이를 통해 원반이 안정되는 "중력적 반경"({\displaystyle r_{g}}) 밖에 있는 입자들은 에너지를 받아 원반의 탈출 속도를 넘어 증발한다. 106 ~ 107년 후에는 {\displaystyle r_{g}} 지점에서의 점성이 광증발률보다 높아지며, {\displaystyle r_{g}} 지점에 간극이 생겨난다. 간극 안쪽 원반은 중심별로 빨려 들어가거나 바깥쪽으로 나와 광증발되며, 안쪽 원반이 모두 없어질 때쯤에는 바깥쪽 원반이 빠르게 사라진다.
원시 행성계 원반의 중력적 반경을 구하는 식은 다음과 같다.
{\displaystyle r_{g}={\frac {\left(\gamma -1\right)}{2\gamma }}{\frac {GM\mu }{k_{B}T}}\approx 2.15{\frac {\left(M/M_{\odot }\right)}{\left(T/10^{4}\ {\rm {K}}\right)}}\ {\rm {AU}},\!}
- {\displaystyle \gamma }는 열용량율비이며, 일원자 분자의 경우에는 5/3이다.
- {\displaystyle G}는 중력 상수이다.
- {\displaystyle M}는 중심 별의 질량이며, {\displaystyle M_{\odot }}는 태양의 질량이다.
- {\displaystyle \mu }는 기체의 평균 질량이다.
- {\displaystyle k_{B}}는 볼츠만 상수이다.
- {\displaystyle T}는 기체의 온도이다.
- AU는 최종 값의 단위로서, 천문단위이다.

별이 형성되는 지역에 질량이 큰 별이 있다면, 광증발 효과로 인해 젊은 항성체 근처에서의 행성 형성에 영향을 주리라고 추정되지만, 형성을 돕는지 방해하는지는 명확하지 않다.